# Peterdy Gábor
Saápi és mezőpeterdi Peterdy Gábor (Veresegyház, 1817. április 18. – Budapest, 1892. július 30.) közgazdasági szakíró, ügyvéd, miniszteri tanácsos.

## Élete
Jogot végzett és ügyvédi diplomát szerzett. 1846-48-ban Európa nagy részét beutazta. Közpályáját a szabadságharc alatt kezdte. 1848-49-ben Székesfehérvár polgármestere volt és mint ilyen több száz horvátot fegyverzett le Josip Jelačić hadaiból. A szabadságharc után külföldre menekült, Haynau in effigie fölakasztatta. Később visszatért Magyarországra, ekkor elfogták, és az Újépületben sokáig tartották fogva. Mint Magyarország egyik kiváló gazdája szakirodalommal is foglalkozott. 1867-ben a pénzügyminisztériumban osztálytanácsos lett és Lónyay pénzügyminisztersége alatt a vaskoronarendet kapta. 1887-ben mint miniszteri tanácsos lépett nyugalomba. Ezután a földhitelintézetnek volt kormánybiztosa.
Cikkei a Gazdasági Lapokban (1856. Fehérmegyei eszmék a sorvetés és sortrágyázásról, A folytonos termelésről, Gazdasági állapotok Röjtökön, Mac-Cormik aratógépe, ábrával, Gyakorlati tapasztalatok a gazdasági gépek alkalmazásánál, ábrákkal, Haszongazdászat, 1857. Még egy szó a zöld vetéseket pusztító férgekről, Igénytelen nézetek a magyarhoni juhászat körül, 1859. Állattenyésztés és törzskönyvezés, 1860. A legújabb változás küszöbén, 1861. Fowler gőzekéje, A pozsonymegyei gazdasági egyesület gyapjútermelési versenye, Juhászati eszmecserék válaszul Czilchert Róbert úrnak, 1862. Juhászati ügyek, 1863. A földhitelintézet megnyílása küszöbén, 1871. Újabb tapasztalatok a rozsüszögről); a Falusi Gazdában (1856. A folytonos termelésről, 1857. Értekezés a szántásról, 12 arany tiszteletdíjjal jutalmazott pályamunka, Földmívelés); a Magyar Gazdában (1859. A trágyáról, Beltermelés és külpiacz, 1860. A növénytenyészet elmélete, ábr., Vetés körüli tapasztalatok, Mély vetés, A vetés sűrűségéről, Kertelés és fatenyésztés, Újjászületésünk küszöbén); a Gazd. Füzetekben (1862. A gazdászat egyik életkérdése és annak gyakorlati életbeni fejtegetése); a Bud. Szemlében (Új F. XII. A 1868. magyar kir. kincstári uradalmak gazdasági kezelése, XV. 1869. A kincstári uradalmakon levő telepítvény-községek rendezéséről); az Egyesületi Közleményekben (1872. A haszonbérleti rendszer Magyarországban).
Kőnyomatú arcképe: Molnár József munkájában (1859).

## Munkája
- A kis-jenői uradalom Arad vármegyében. Pest, 1864. hat tábla rajzzal. (Jószágismertetés. Kiadja a Magyar Gazdasági Egyesület, 3. füzet).